# Фудзита, Тосия
Тосия Фудзита (яп. 藤田 俊哉 Фудзита Тосия, род. 4 октября 1971, Симидзу-ку) — японский футболист.

## Карьера
На протяжении своей футбольной карьеры выступал за клубы «Джубило Ивата», «Утрехт», «Нагоя Грампус», «Роассо Кумамото», «ДЖЕФ Юнайтед Итихара Тиба».

## Национальная сборная
С 1995 по 2005 год сыграл за национальную сборную Японии 24 матчей, в которых забил 3 гола.

## Статистика за сборную
| Сборная Японии | Сборная Японии | Сборная Японии |
| Год            | Матчи          | Голы           |
| -------------- | -------------- | -------------- |
| 1995           | 6              | 2              |
| 1996           | 0              | 0              |
| 1997           | 0              | 0              |
| 1998           | 0              | 0              |
| 1999           | 4              | 0              |
| 2000           | 0              | 0              |
| 2001           | 0              | 0              |
| 2002           | 0              | 0              |
| 2003           | 3              | 0              |
| 2004           | 10             | 1              |
| 2005           | 1              | 0              |
| Итого          | 24             | 3              |

## Достижения

### Сборная
- Кубка Азии: 2004

### Командные
- Джей-лиги: 1997, 1999, 2002
- Кубок Императора: 2003
- Кубок Джей-лиги: 1998

### Индивидуальные
- Включён в сборную Джей-лиги: 1998, 2001, 2002